# Восточное (Кыргызстан)
Восточное (кирг. Восточное) — село в Чуйском районе Чуйской области Кыргызстана. Входит в состав Искринского айылного аймака.

## География
Село расположено в центральной части области, к югу от реки Чу, на расстоянии приблизительно 7 километров (по прямой) к востоку от города Токмак, административного центра района. Абсолютная высота — 913 метров над уровнем моря.

## Население
Согласно оценочным данным Национального статистического комитета Кыргызской Республики, численность населения села на начало 2023 года составляла 129 человек.
| год     | 2009 | 2014 | 2015 | 2020 | 2021 | 2023 |
| ------- | ---- | ---- | ---- | ---- | ---- | ---- |
| человек | 124  | 222  | 125  | 152  | 153  | 129  |